# Бериша, Сали
Сали́ Рам Бери́ша (алб. Sali Ram Berisha; род. 15 октября 1944 года, Тропоя) — политический и государственный деятель Албании.

## Биография
Родился в городе Тропоя — центре клана Бериша. Окончил медицинский факультет Тиранского университета (1967), продолжил обучение в Париже (Франция), специализируясь в гемодинамике. В 1980—1990 преподавал в Тиранском университете. Имеет учёную степень доктора философии. Занимался хирургией на сердце.
Политическая карьера Бериши как члена Албанской партии труда началась задолго до падения Берлинской стены. Как врач-кардиолог он обслуживал членов Политбюро ЦК АПТ, в том числе самого Энвера Ходжу (член ЦК АПТ Шефкет Печи впоследствии называл назначение Бериши «ошибкой» члена Политбюро Хюсни Капо).
В декабре 1990 года, во время массовых протестов он поддержал студенческое движение, прославился публичной критикой коммунистического режима и призывами к демократическим реформам (лидер рабочего протестного движения Гезим Шима утверждал, что Сали Бериша не играл в событиях активной роли, но сумел пробраться в руководство оппозиции). 
В 1991 году Бериша возглавил правую Демократическую партию Албании, которая впоследствии стала одной из двух основных партий страны.

## Президент Албании
9 апреля 1992 был избран президентом страны. Премьер-министром Сали Бериша назначил Александера Мекси. В 1994 президент провёл референдум, надеясь расширить свои полномочия, однако это предложение было отвергнуто. В 1996 Бериша был переизбран на президентский пост. 
Президентство Бериши характеризовалось не только демократическими преобразованиями, но и заметными авторитарными тенденциями. Важным инструментом президентской политики являлась новая спецслужба SHIK во главе с активистом ДПА Башкимом Газидеде. Личный контроль президента над армией обеспечивал министр обороны Сафет Жулали.
Вскоре после переизбрания Бериши страну поразил экономический кризис, которому способствовал крах нескольких «финансовых пирамид», приведший к утрате сбережений огромной массы населения. Люди обвинили руководство страны в участии в финансовых махинациях. В результате нападений на склады вооружений страна оказалась на грани гражданской войны и хаоса. В июне 1997 были проведены досрочные парламентские выборы, на которых победила коалиция партий, которую возглавили социалисты. Через месяц после поражения его партии Бериша ушёл в отставку, продолжая возглавлять партию. В июле 1997 Беришу в должности президента сменил социалист Реджеп Мейдани.

## Премьер-министр Албании
На всеобщих парламентских выборах 3 июля 2005 Демократическая партия Албании получила со своими союзниками необходимое большинство для сформирования нового правительства страны, которое возглавил Сали Бериша. 3 сентября 2005 президент Албании поручил ему сформировать кабинет министров.
28 июня 2009 состоялись очередные парламентские выборы. Основным соперником Сали Бериша на пост премьер-министра был мэр Тираны, член Социалистической партии Эди Рама. Оба кандидата обещали избирателям усилить борьбу с бедностью и продолжить подготовку страны ко вступлению в Европейский Союз. Демократическая партия выиграла выборы, получив незначительное преимущество в парламенте.
3 сентября 2009 между Демократической партией и Социалистическим движением за интеграцию, возглавляемым бывшим премьер-министром страны Илиром Метой, было подписано коалиционное соглашение. Сали Бериша вновь получил возможность возглавить правительство.
В 2013 году оставил должность в результате очередных парламентских выборов.